# Sint-Petrus-en-Pauluskerk (Maastricht)
De Sint-Petrus-en-Pauluskerk is de rooms-katholieke parochiekerk van Wolder, een dorp en tevens buurt in de Nederlandse stad Maastricht. Het neogotische kerkgebouw is sinds 1966 een rijksmonument.

## Geschiedenis

### Oude kerk
De oudste schriftelijke vermelding van de parochie Wolder dateert uit de eerste helft van de dertiende eeuw. De ridders van de Duitse Orde, afwisselend residerend in Alden Biesen en Nieuwen Biesen, bezaten toen al het patronaatsrecht in Wolder. Als tegenprestatie voor het ontvangen van de grote tiende, zorgde de landcommandeur van de orde voor het onderhoud van het kerkgebouw, de kerkklokken en de liturgiebenodigdheden.
De parochie bestond destijds uit twee kerkdorpen, Wolder en Montenaken, het huidige Vroenhoven. De kerk in Montenaken heette de Sint-Pieterskapel. Eén pastoor moest beide parochies bedienen. De pastorie stond in Wolder en eens in de veertien dagen, op zondag, reisde de pastoor naar Montenaken om daar de Heilige Mis op te dragen. Daarbij moest hij alles uit Wolder meenemen, want de kapel in Montenaken was zo vochtig, dat daar niets bewaard kon worden.
De parochie was vernoemd naar de patroonheiligen Petrus en Paulus, maar de kerk droeg de naam van de evangelist Marcus. Van de geschiedenis van de vroegere Sint-Marcuskerk is weinig bekend. De mergelstenen toren uit omstreeks 1000 was bij de sloop eind 19e eeuw het oudste deel van het bedehuis. Het gotische koor dateerde uit de 13e eeuw. In de 18e en 19e eeuw werd het eenvoudig bakstenen kerkschip vernieuwd en uitgebreid met zijbeuken en een sacristie. 
Van 1632 tot 1678 was de kerk van Wolder in het bezit van de protestanten. Alle beelden werden uit de kerk verwijderd en de pastoor moest vertrekken. De kerkdiensten voor de katholieken werden gehouden in het dorp Kesselt, dat thans tot Belgisch-Limburg behoort. Veel werk zal de toenmalige predikant, Lambertus Latonius, niet gehad hebben, want in Wolder woonden maar een viertal hervormde families. Bij de Vrede van Nijmegen, in 1678, werd bepaald dat in de dorpskerken het simultaneum werd ingevoerd. Dit hield in dat kerken voortaan voor zowel protestantse als katholieke erediensten gebruikt werden. Het simultaneum duurde tot in 1797, toen vertrok de laatste predikant Jacobus Coninx uit Wolder en was de kerk na 165 jaar weer volledig in het bezit van de katholieken.
In 1842, na de Belgische onafhankelijkheid, werd Montenaken een eigen parochie met een eigen pastoor. Caberg, dat ook tot de parochie Sint-Petrus en Paulus behoorde, kreeg in 1876 ook een eigen kerk. Het dorp was gegroeid en had meer inwoners gekregen, maar ook de afstand naar Wolder was voor de kerkgangers een probleem. Mensen uit Caberg moesten een uur lopen, over de Goudenweg, eer ze aan de kerk in Wolder waren.
Maastricht werd in de loop der tijd regelmatig belegerd en de kerk van Wolder had het hierdoor telkens zwaar te verduren. In 1774 werd de kerk opgeknapt en er vonden er nog enige aanpassingen plaats in 1818 en 1833. Verder werd er, door geldgebrek, niets aan het gebouw gedaan. In 1843 waren er in de parochie slechts 1000 gelovigen, maar veertig jaar later was dat er al gegroeid tot veertienhonderd. Het onderhoud van de kerk kostte veel geld en dat was er niet.
Door de slechte staat van de kerk en het gegroeide aantal parochianen, was er dringende behoefte aan een nieuwe kerk. In 1881 was het oude kerkje te klein geworden en uitgewoond. Er nog meer onderhoud aan plegen en het gebouw weer een beetje oplappen, was niet meer haalbaar. Wolder moest een nieuwe kerk hebben, maar het duurde uiteindelijk nog meer dan tien jaar eer er een besluit werd genomen.

### Bouw nieuwe kerk
In 1893 stond het oude kerkgebouw op instorten en op 16 april werd besloten een nieuwe kerk te bouwen. Financiële steun kreeg men van vele kanten. Niet alleen vanuit Wolder en Maastricht, maar tot in Amsterdam, Roosendaal en Antwerpen toe. Ook nu liet de Wolderse bevolking weten dat ze er was en eenieder droeg bij, naar eigen vermogen.
Voor de stenen werd een contract werd gesloten met Mathieu Haesen, in het voorjaar van 1895, om voor zevenduizend francs een miljoen stenen te bakken. De architect van het bouwwerk werd Louis A.J Keuller. Hij kwam oorspronkelijk uit Venlo en was daar in 1854 geboren. De aanbesteding vond plaats en aannemer Gerardus Theunissen uit Biesland mocht de kerk bouwen. Een grote steenoven werd gebouwd aan de Tongerseweg, waar thans het droogdal is en het benodigde leem voor de stenen werd daar ook gevonden. Het maken van de stenen duurde ongeveer een half jaar. De kuil die ontstond om het leem te winnen werd later gedicht met het puin van de oude Sint-Marcuskerk. Op 4 juni 1896 werd door pastoor Pijls de eerste steen voor de nieuwe kerk gelegd. De nieuwe kerk werd om de oude kerk heen gebouwd zodat de oude Sint-Marcuskerk toch nog ongeveer een half jaar in gebruik kon blijven. Op 5 februari 1897, werd de laatste Heilige Mis opgedragen in de oude kerk. Als noodkerk werd de harmoniezaal aan de Tongerseweg, hoek Hermesweg ingericht. Daarna werd de oude kerk in een maand tijd afgebroken en de nieuwe kerk, die de naam Sint-Petrus en Pauluskerk kreeg, zover afgebouwd dat de kerkdiensten er konden plaatsvinden. De eerste Heilige Mis in de nieuwe kerk werd opgedragen op 15 december 1897. Op 12 juli 1898 werd de kerk ingewijd door de franciscaanse missiebisschop mgr. Hofman, waarbij pastoor Pijls tegelijkertijd zijn zilveren priesterjubileum vierde.

### De kerk in de 20e eeuw
In de jaren die volgden werd het kerkgebouw, misschien ook nu weer door geldgebrek, minder goed onderhouden. In 1933 stortte een sluitsteen uit een gewelf van het middenschip. Grondig herstel van de kerk was noodzakelijk. Ook nu kreeg aannemer Theunissen opdracht de kerk te restaureren. Op 23 september 1934 werden de werkzaamheden afgerond.
In de Tweede Wereldoorlog werd de kerkklok door de Duitsers uit de toren gehaald en de klokken werden omgesmolten ten bate van de Duitse oorlogsindustrie. De klepel van de klok is in Wolder gebleven en is in het museum van de kerk nog te zien.
In september 1944 kwam de toren in het schootsveld van een Amerikaanse afdeling veldartillerie te liggen en werd deze zwaar beschadigd. In 1947 volgde het definitieve herstel van de toren. Ook werden er drie nieuwe klokken geplaatst. In 1996 werd de kerk geheel gerestaureerd, ook nu weer door aannemer Theunissen. Dit karwei werd ook weer, met behulp van vele vrijwilligers uit de Wolderse bevolking, geklaard.

## Beschrijving

### Exterieur
De kerk van Wolder is een neogotisch driebeukig kerkgebouw, opgetrokken in roodbruine baksteen. Het gebouw is een rijksmonument. Rondom de kerk ligt het kerkhof, waarvan een deel is gereserveerd voor de Liefdezusters van de Heilige Carolus Borromeus. Het kerkhof is een gemeentelijk monument.

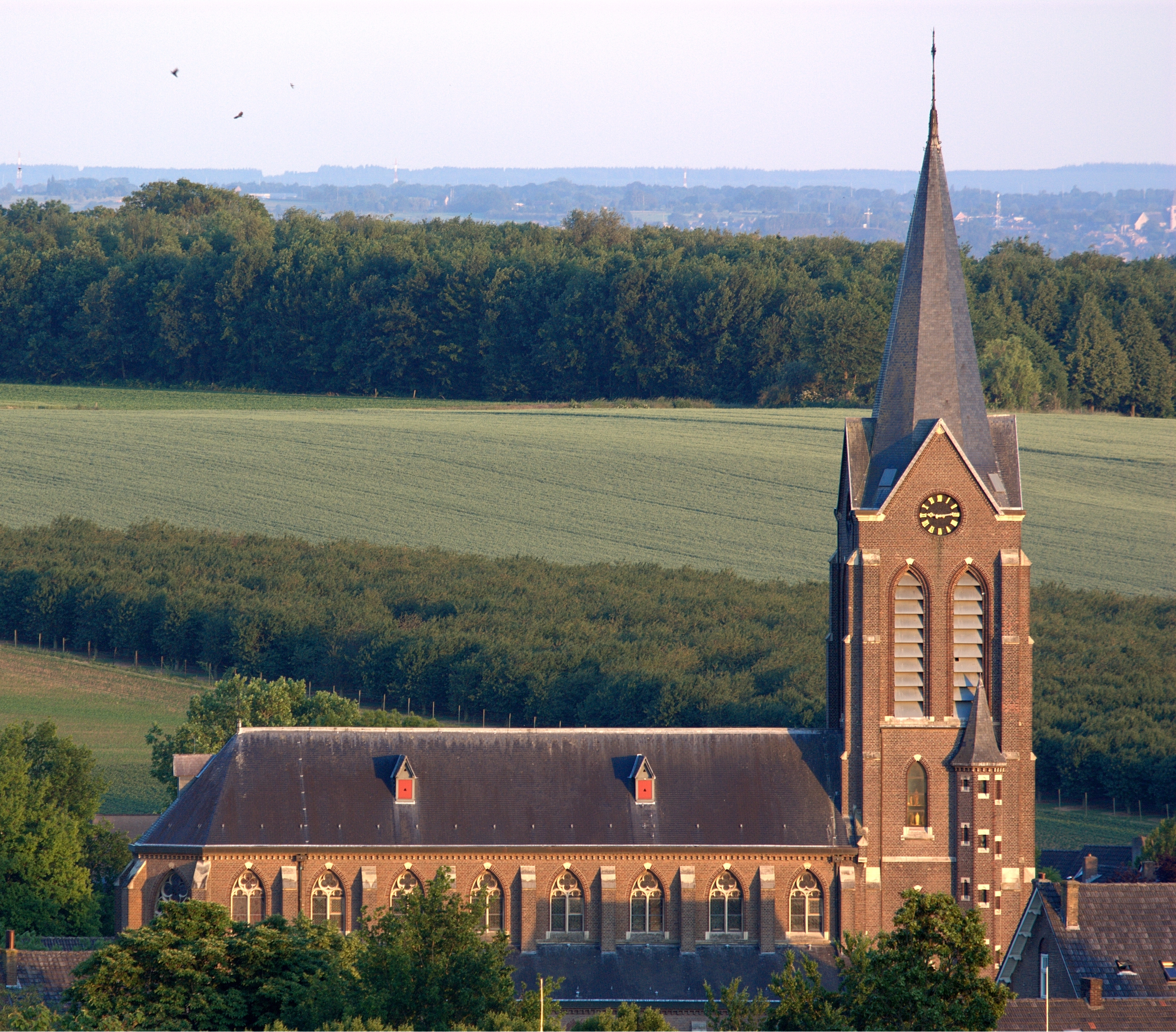
Kerk gezien vanuit het noordwesten
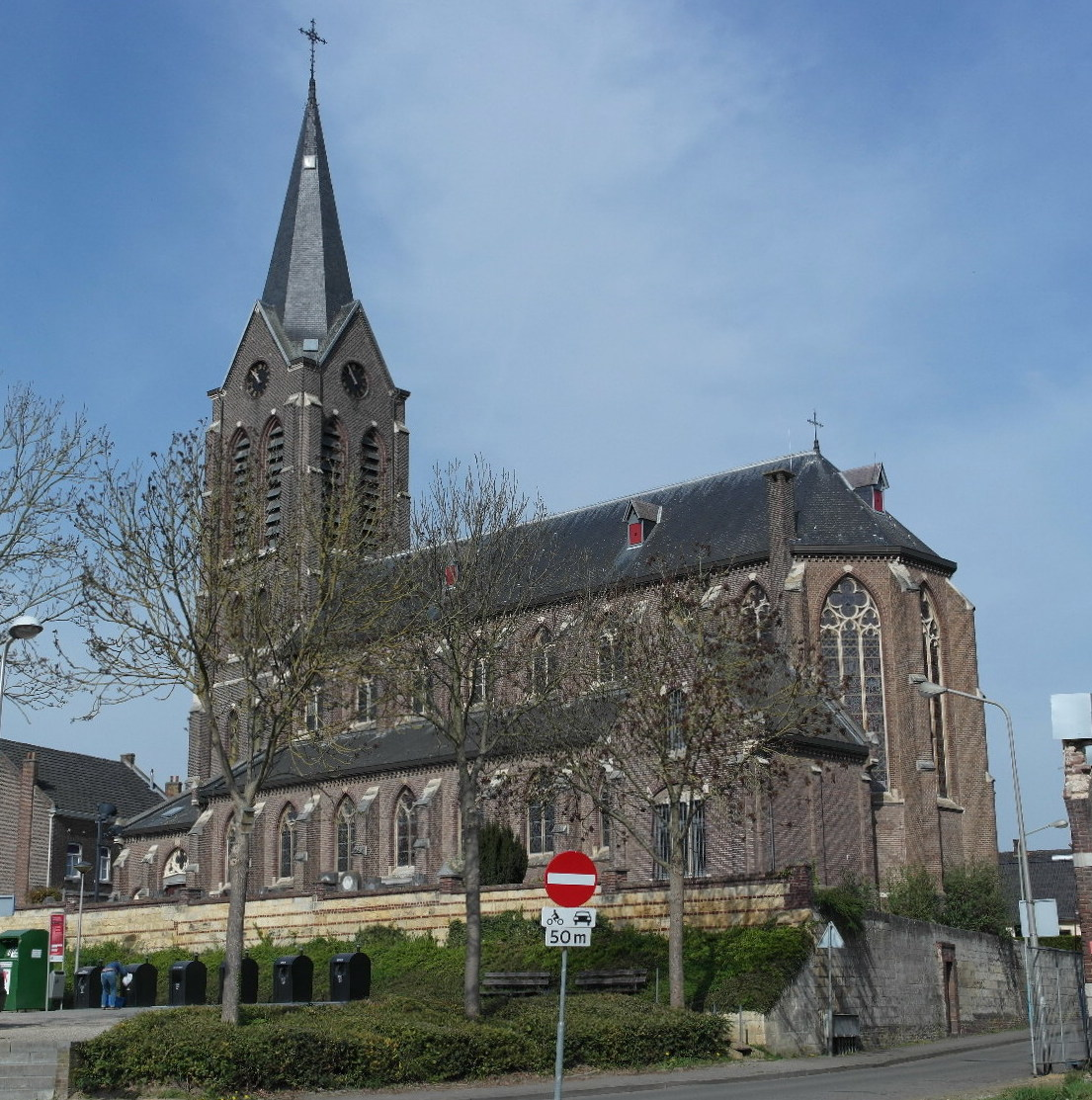
Kerk gezien vanuit het zuidoosten
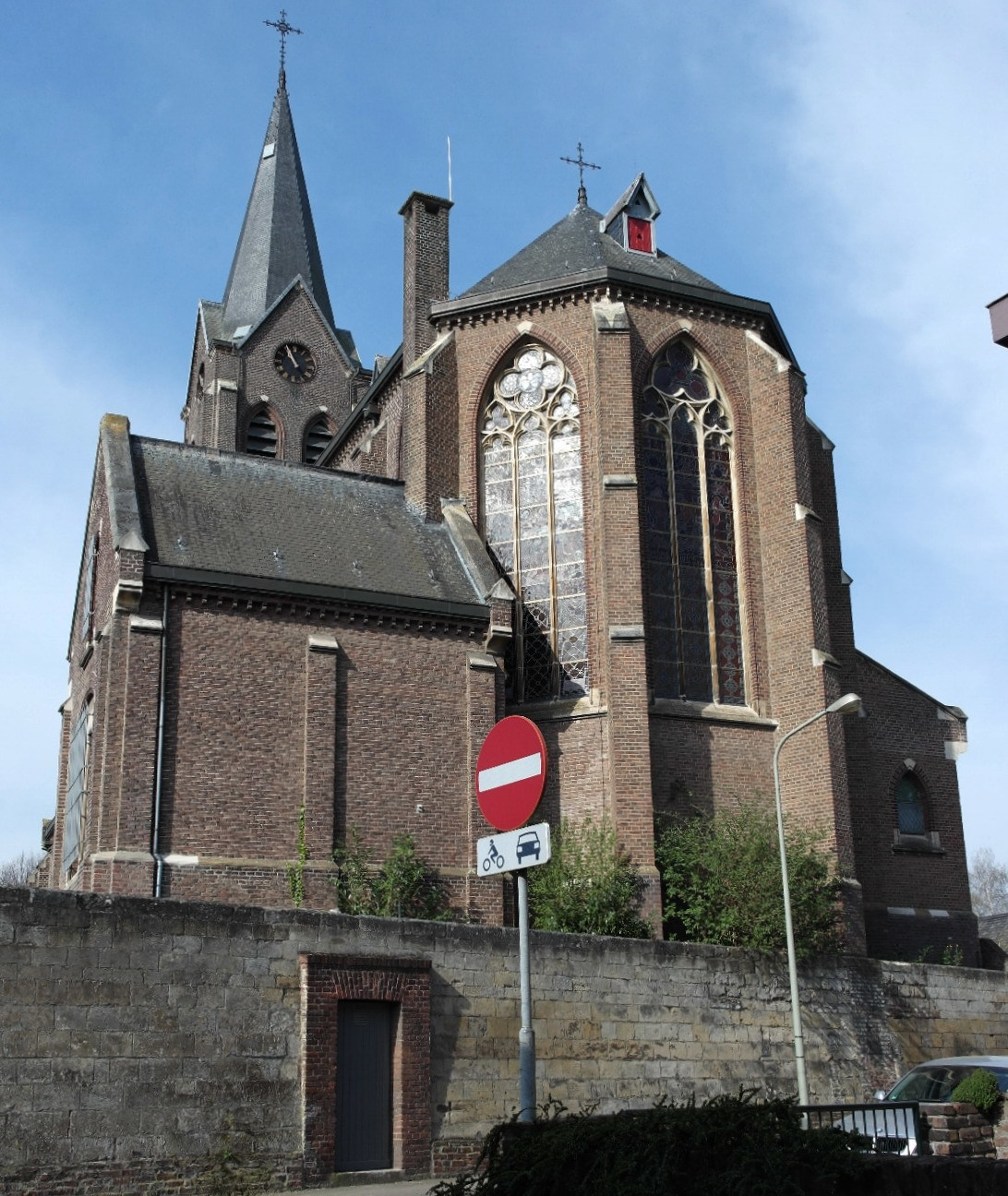
Zicht op het koor
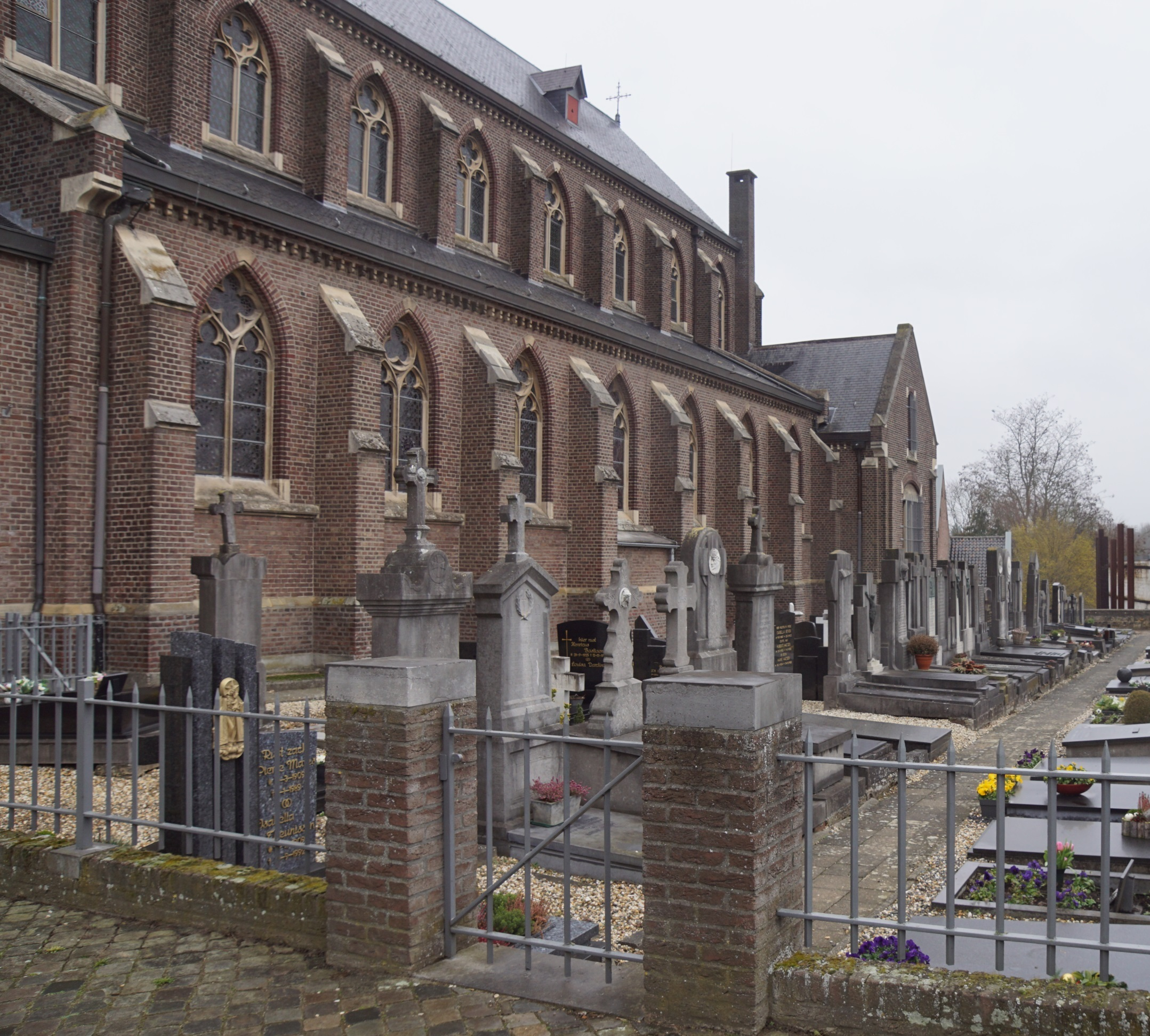
Zuidbeuk en kerkhof

### Interieur
Uit de oude Sint-Marcuskerk afkomstig zijn de luidklok, het orgel, het doopvont, het houten altaar uit de doopkapel, een schilderij van Sint-Antonius, twee beelden van Onze Lieve Vrouw en het Heilig Hart van Jezus, een missiekruis en enkele altaarkruizen. Uit de bouwtijd van de huidige kerk dateren de gebrandschilderde ramen, het Maria-altaar en het Antoniusaltaar, de preekstoel, de biechtstoelen, de kruiswegstaties van H. Redig uit Antwerpen en diverse heiligenbeelden. Een glas-in-loodraam uit 1898 in de noordgevel toont een afbeelding van Dominicus Guzmána die een rozenkrans in ontvangst neemt van Maria. Een raam uit circa 1900 aan de overzijde toont de heilige Simon Stock die bij een verschijning van Maria van de berg Karmel een scapulier in ontvangst nam.

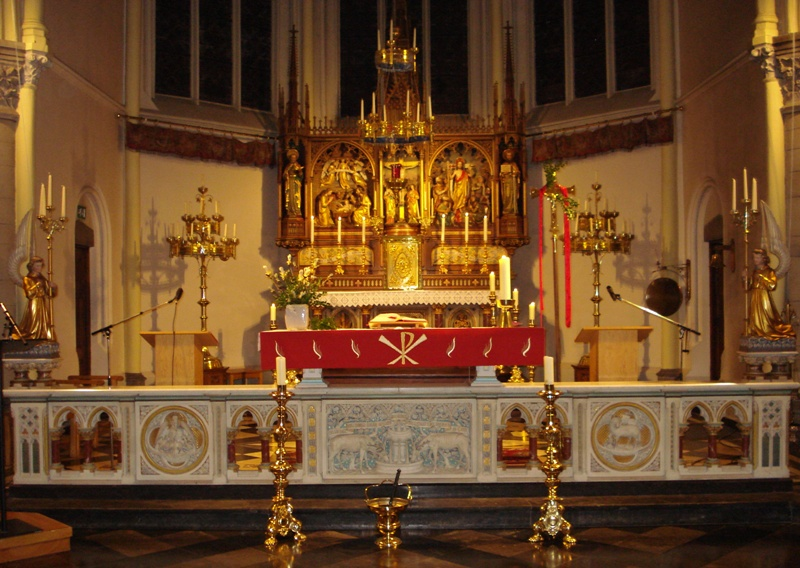
Koor met hoofdaltaar
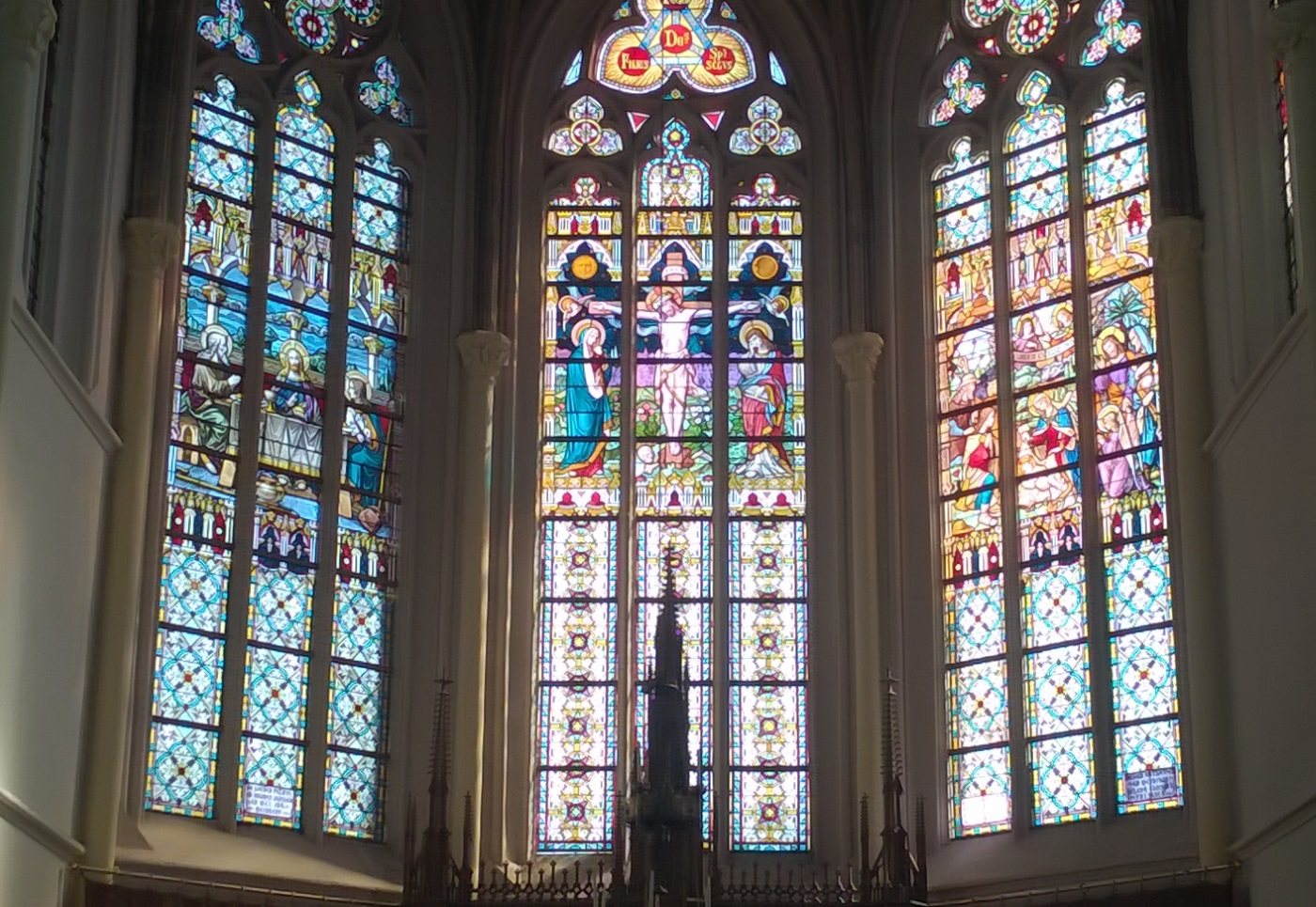
Glas-in-loodramen priesterkoor: Emmausgangers (links), Calvariegroep (midden) en Geboorte van Jezus (rechts)
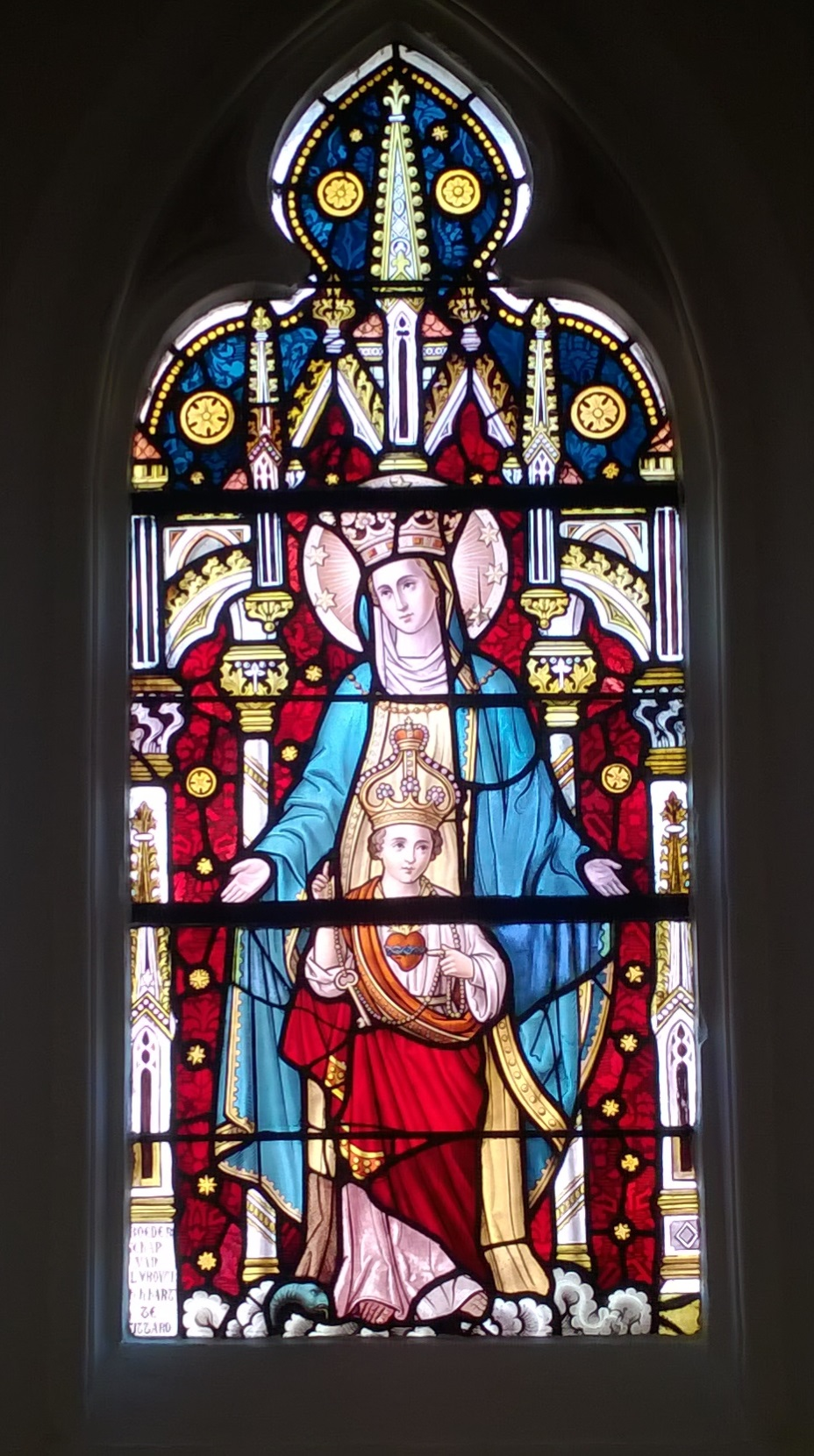
Glas-in-loodraam westzijde: Maria, gekroond als koningin, met eveneens gekroond kindje Jezus
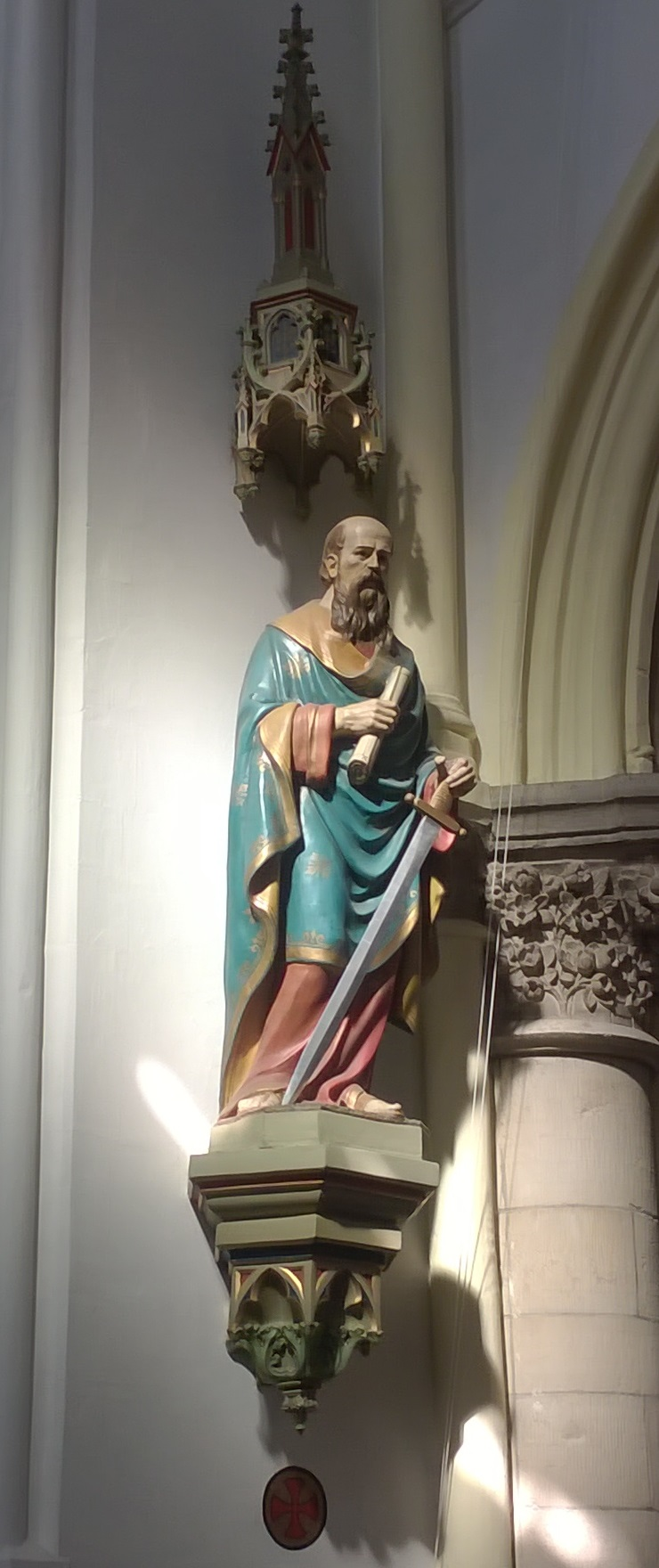
Beeld van Sint-Paulus, achteraan in het schip

### Orgel
Het kerkorgel stamt uit 1852. Oorspronkelijk werd het gebouwd door orgelbouwer Pereboom & Leijser uit Maastricht. In de loop der jaren is het aantal een aantal keren gewijzigd, laatstelijk door orgelbouwer Verschueren.
De dispositie luidt als volgt:
| Manuaal C–         |    |
| Montre             | 8′ |
| Roerschalmey       | 8′ |
| Bourdon            | 8′ |
| Flûte harmonique D | 8′ |
| Viola da Gamba     | 8′ |
| Prestant           | 4′ |
| Flûte pointure     | 4′ |
| Quinte             | 3′ |
| Doublette          | 2′ |
| Fourniture II      |    |

| Pedaal C–   |
| Aangehangen |